# Alojz Engliš
Alojz Engliš (Léva, 1947. június 8. –) szlovák politikus.

## Pályafutása
1990-től a Szlovákiai Szakszervezetek Országos Szövetségének elnöke. Az 1998. évi parlamenti választásokon a Demokratikus Szlovákiáért Mozgalom listájáról szerzett mandátumot. Később a Demokratikus Szlovákiáért Mozgalom Kassa-megyei pártszervezetének elnöki tisztségét töltötte be.

## Díjai
- Ľudovít Štúr díj I. fokozata (1998)

## Fordítás
- Ez a szócikk részben vagy egészben a Alojz Engliš című szlovák Wikipédia-szócikk ezen változatának fordításán alapul.  Az eredeti cikk szerkesztőit annak laptörténete sorolja fel. Ez a jelzés csupán a megfogalmazás eredetét és a szerzői jogokat jelzi, nem szolgál a cikkben szereplő információk forrásmegjelöléseként.